# Ameroseiidae
Ameroseiidae är en familj av spindeldjur. Enligt Catalogue of Life ingår Ameroseiidae i ordningen Mesostigmata, klassen spindeldjur, fylumet leddjur och riket djur, men enligt Dyntaxa är tillhörigheten istället ordningen kvalster, klassen spindeldjur, fylumet leddjur och riket djur. Enligt Catalogue of Life omfattar familjen Ameroseiidae 2 arter. 
Kladogram enligt Catalogue of Life och Dyntaxa:
| Ameroseiidae | \| \| Hattena \| \| \| \| \| \| Neocypholaelaps \| \| \| \| |
|              | \| \| Hattena \| \| \| \| \| \| Neocypholaelaps \| \| \| \| |
|              | Ascidae                                                     |
|              |                                                             |
|              | Dermanyssidae                                               |
|              |                                                             |
|              | Digamasellidae                                              |
|              |                                                             |
|              | Eviphididae                                                 |
|              |                                                             |
|              | Gamasida                                                    |
|              |                                                             |
|              | Laelapidae                                                  |
|              |                                                             |
|              | Leptolaelapidae                                             |
|              |                                                             |
|              | Macrochelidae                                               |
|              |                                                             |
|              | Macronyssidae                                               |
|              |                                                             |
|              | Parantennulidae                                             |
|              |                                                             |
|              | Parasitidae                                                 |
|              |                                                             |
|              | Phytoseioidea                                               |
|              |                                                             |
|              | Polyaspidae                                                 |
|              |                                                             |
|              | Rhinonyssidae                                               |
|              |                                                             |
|              | Rhodacaroidea                                               |
|              |                                                             |
|              | Sejidae                                                     |
|              |                                                             |
|              | Uropodidae                                                  |
|              |                                                             |
|              | Varroidae                                                   |
|              |                                                             |
|              | Hattena                                                     |
|              |                                                             |
|              | Neocypholaelaps                                             |
|              |                                                             |

|  | Hattena         |
|  |                 |
|  | Neocypholaelaps |
|  |                 |